# Diocesi di Taiohae o Tefenuaenata
La diocesi di Taiohae o Tefenuaenata (in latino: Dioecesis Taiohaëna seu Humanae Telluris) è una sede della Chiesa cattolica in Francia suffraganea dell'arcidiocesi di Papeete. Nel 2022 contava 8.736 battezzati su 9.346 abitanti. È retta dal vescovo Pascal Chang-Soï, SS.CC.

## Territorio
La diocesi comprende le isole Marchesi, nella Polinesia francese. In marchesiano le isole Marchesi sono chiamate Tefenuaenata, cioè "la terra degli uomini".
Sede vescovile è Taiohae, centro abitato sull'isola di Nuku Hiva, dove si trova la cattedrale di Notre-Dame.
Il territorio è suddiviso in 26 parrocchie.

## Storia
Il vicariato apostolico delle Isole Marchesi fu eretto il 9 maggio 1848 con la bolla Apostolicae servitutis di papa Pio IX, ricavandone il territorio dal vicariato apostolico dell'Oceania orientale (oggi arcidiocesi di Papeete).
Il 21 giugno 1966 il vicariato apostolico fu elevato a diocesi con la bolla Prophetarum voces di papa Paolo VI e assunse il nome di diocesi di Taiohae.
Il 31 maggio 1974 la diocesi ha assunto il nome attuale in forza del decreto Summus Pontifex della Congregazione per l'evangelizzazione dei popoli.

## Cronotassi dei vescovi
Si omettono i periodi di sede vacante non superiori ai 2 anni o non storicamente accertati.
- François Baudichon, SS.CC. † (9 maggio 1848 - 17 gennaio 1855 dimesso)
- Ildefonse-René Dordillon, SS.CC. † (7 dicembre 1855 - 11 gennaio 1888 deceduto)
  - Sede vacante (1888-1892)
- Rogatien-Joseph Martin, SS.CC. † (3 giugno 1892[2] - 27 maggio 1912 deceduto)
  - Sede vacante (1912-1920)
- Pierre-Marie-David Le Cadre, SS.CC. † (30 dicembre 1920[3]- 21 novembre 1952 deceduto)
- Louis-Bertrand Tirilly, SS.CC. † (16 novembre 1953 - 17 marzo 1970 dimesso[4])
  - Sede vacante (1970-1973)
- Hervé Marie Le Cléac'h, SS.CC. † (1º marzo 1973 - 31 maggio 1986 dimesso)
- Guy André Dominique Marie Chevalier, SS.CC. (31 maggio 1986 - 5 settembre 2015 ritirato)
- Pascal Chang-Soï, SS.CC., succeduto il 5 settembre 2015

## Statistiche
La diocesi nel 2022 su una popolazione di 9.346 persone contava 8.736 battezzati, corrispondenti al 93,5% del totale.
| anno | popolazione | popolazione | popolazione | presbiteri | presbiteri | presbiteri | presbiteri                | diaconi | religiosi | religiosi | parrocchie |
| anno | battezzati  | totale      | %           | numero     | secolari   | regolari   | battezzati per presbitero | diaconi | uomini    | donne     | parrocchie |
| ---- | ----------- | ----------- | ----------- | ---------- | ---------- | ---------- | ------------------------- | ------- | --------- | --------- | ---------- |
| 1950 | 2.800       | 3.209       | 87,3        | 5          |            | 5          | 560                       |         |           | 6         | 10         |
| 1969 | 4.928       | 5.426       | 90,8        | 6          |            | 6          | 821                       |         | 6         | 9         | 6          |
| 1980 | 5.110       | 5.580       | 91,6        | 4          |            | 4          | 1.277                     |         | 8         | 7         | 6          |
| 1990 | 6.765       | 7.510       | 90,1        | 6          | 1          | 5          | 1.127                     |         | 10        | 7         | 4          |
| 1999 | 7.470       | 8.310       | 89,9        | 5          | 1          | 4          | 1.494                     |         | 8         | 5         | 8          |
| 2000 | 7.575       | 8.420       | 90,0        | 6          | 1          | 5          | 1.262                     |         | 8         | 5         | 8          |
| 2001 | 7.615       | 8.455       | 90,1        | 6          | 1          | 5          | 1.269                     |         | 8         | 5         | 8          |
| 2002 | 7.720       | 8.580       | 90,0        | 6          | 1          | 5          | 1.286                     |         | 8         | 5         | 4          |
| 2003 | 7.820       | 8.710       | 89,8        | 4          | 1          | 3          | 1.955                     |         | 6         | 5         | 8          |
| 2004 | 7.930       | 8.815       | 90,0        | 4          | 1          | 3          | 1.982                     |         | 6         | 4         | 26         |
| 2010 | 8.310       | 9.220       | 90,1        | 5          | 2          | 3          | 1.662                     |         | 8         | 5         | 26         |
| 2014 | 8.970       | 9.835       | 91,2        | 4          | 2          | 2          | 2.242                     |         | 7         | 4         | 26         |
| 2017 | 8.997       | 9.990       | 90,1        | 3          | 2          | 1          | 2.999                     |         | 6         | 6         | 26         |
| 2020 | 8.017       | 9.346       | 85,8        | 5          | 4          | 1          | 1.603                     |         | 5         | 4         | 26         |
| 2022 | 8.736       | 9.346       | 93,5        | 4          | 3          | 1          | 2.184                     |         | 4         | 3         | 26         |